# 溫哥華公園及康樂局
溫哥華公園及康樂局（英語：Board of Parks and Public Recreation），又作溫哥華公園局（Vancouver Park Board），是加拿大卑詩省溫哥華一個民選市政機構，負責管理溫哥華市内230個公眾公園和綠化空間，以及市内的公眾溜冰場、游泳池、哥爾夫球場及社區中心等康樂設施。公園局連主席在内共由七名民選委員（commissioner）組成，是全加拿大唯一一個由民選委員組成的市立公園及康樂部門。公園局委員選舉每隔三年聯同溫哥華市長、溫哥華市議會及溫哥華教育局選舉一併舉行。
隨著史丹利公園於1888年對外開放，市政府於同年委任一個由六人組成的公園委員會（Park Committee）以管理該片土地。到了1890年，市政府解散公園委員會，並改為成立一個由三名民選委員組成的溫哥華公園局（Board of Parks Commissioners）來接管市内的公眾公園。民選委員數目於1904年增至五人，再於1929年增至七人，以配合溫哥華市於同年與南溫哥華自治區和灰角自治區合併；民選委員數目自此維持為七人至今。該機構的正式名稱於1956年改為公園及公眾康樂局，再於1974年改為現稱。
卑詩省議會於1953年通過的溫哥華憲章中第485至497節確認了公園局的角色和民選性質。

## 外部連結

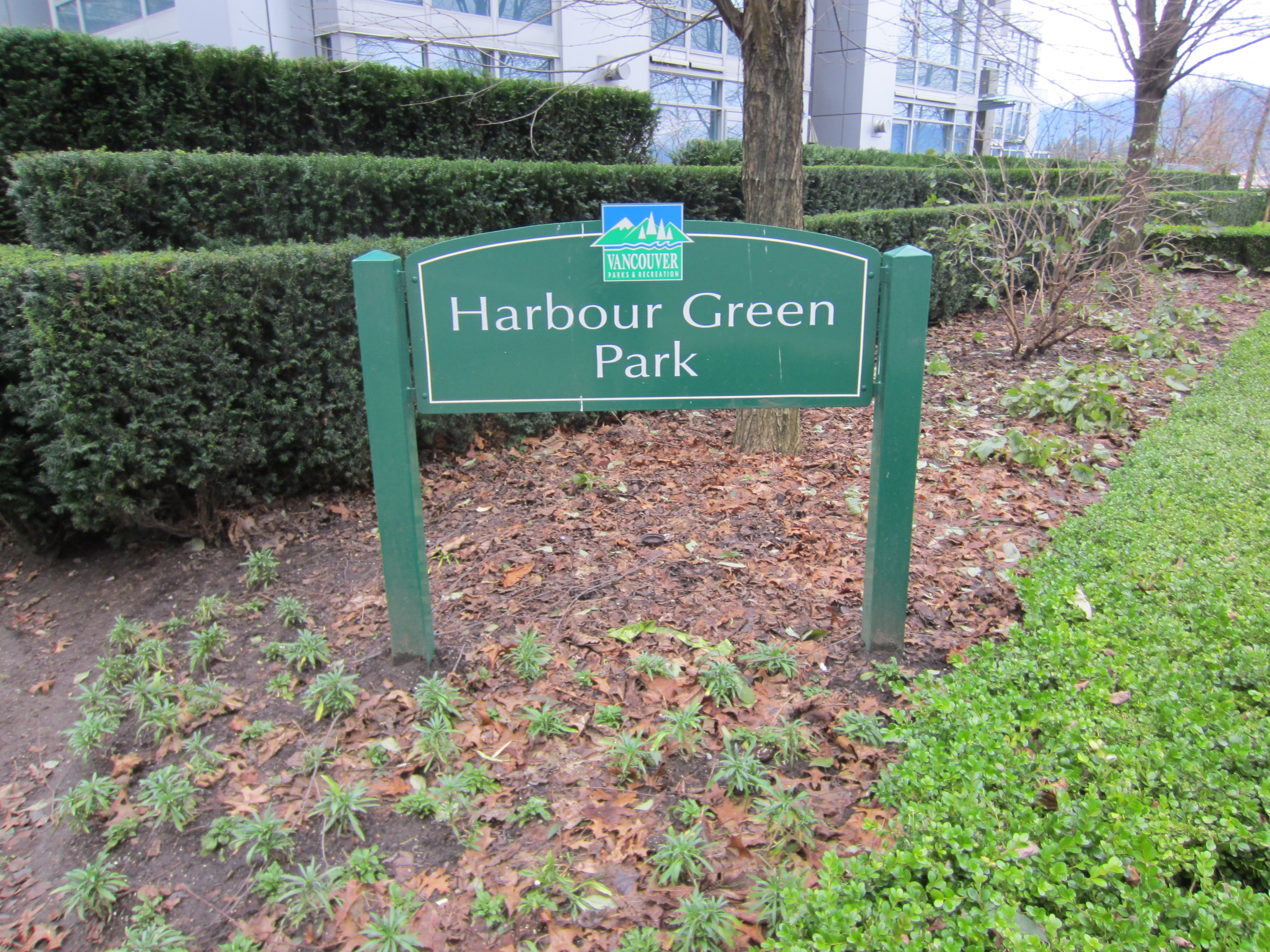
溫哥華公園及康樂局在海港綠茵公園（Harbour Green Park）豎立的標牌

- （英文）Vancouver Board of Parks and Recreation（页面存档备份，存于）－溫哥華市政府網站 公園及康樂局頁面